# Regeringsgatan
Regeringsgatan es un suburbio del distrito de Norrmalm, en el centro de Estocolmo. El barrio es uno de los más antiguos de Estocolmo y anteriormente era una de las vías de acceso más importantes del norte. La calle, que va en dirección sur-norte desde Gustav Adolfs Torg hasta la intersección Tegnérgatan / Birger Jarlsgatan, tiene 1,3 kilómetros de largo.

## Historia
La calle se trazó en su totalidad entre Helgeandsholmen (más precisamente desde el Palacio Real) y la continuación al norte de Roslagsgatan durante el reinado de la reina Kristina a mediados del siglo XVII. La calle fue una de las vías de acceso más importantes de la ciudad hasta el siglo XX. Fue a lo largo de esta calle que Roslagsbönderna entró en la ciudad colocando la carretera directamente al este de Brunkebergsåsen. Al oeste de Brunkebergsåsen, Drottninggatan se construyó como una segunda carretera principal hacia el norte.

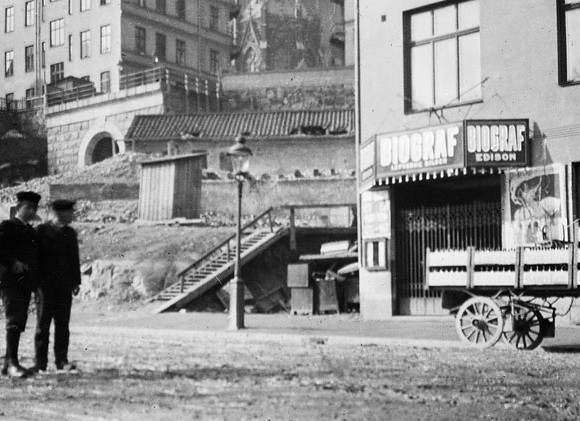
Cinema Edison alrededor de 1905.

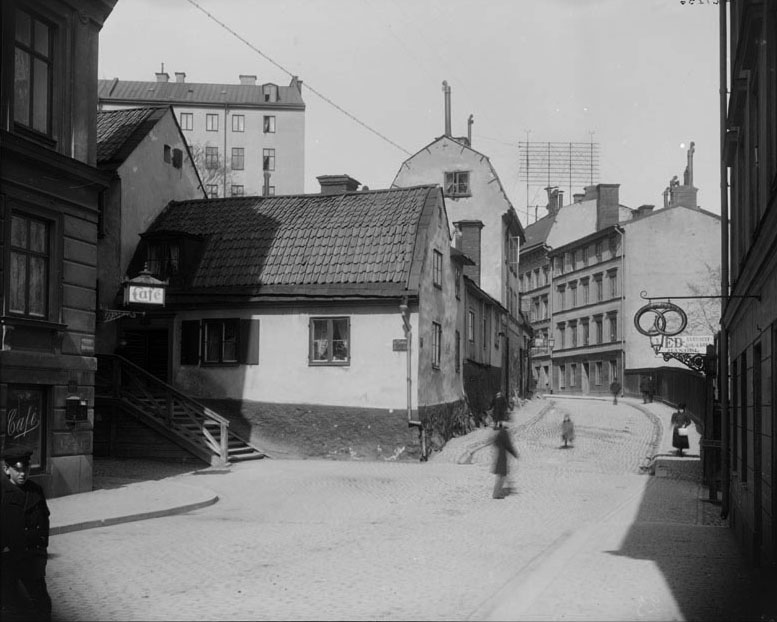
Regeringsgatan al norte de la colina Jutas, 1893.

El nombre más antiguo es Regeringsgathon (1640), pero nombres como Stora Långgatan aparecieron en 1643 y 1658. Cuando el tutor de la reina Kristina hizo el plan para la disposición y construcción de calles de Norrmalm, la calle que antes se llamaba Mellangatan y Allmänningsgatan se llamaba Regeringsgatan.
La calle nunca se construyó de manera muy ancha, y el creciente tráfico de automóviles por Estocolmo durante el siglo XX provocó que la calle finalmente quedara bloqueada para largas distancias, por lo que hoy puede ser difícil entender que la calle fuera una de las vías de acceso al actual casco antiguo. Según el reglamento de Norrmalm, la mayoría de las casas más antiguas, muchas con paredes del siglo XVII, fueron demolidas a lo largo de la parte sur de la calle, para dar paso a propiedades comerciales modernas como Gallerian y Sparbankshuset y el aparcamiento de Parkaden. 
En la esquina de Hamngatan y Regeringsgatan, el 27 de junio de 1930 se añadió el primer faro de tráfico con tres luces. La luz amarilla significaba que el usuario de la vía podía esperar una orden del actual agente de policía y que el peatón "debería aprovechar la oportunidad para cruzar la calle.

## Transporte público
Durante varias décadas, todo el Regeringsgatan fue servido por autobuses SL (entre Lästmakargatan y Birger Jarlsgatan, sin embargo, solo en dirección norte porque el tráfico es unidireccional en este tramo); Las paradas de autobús estaban ubicadas en Jakobsgatan, Hamngatan, Oxtorgsgatan y Snickarbacken. Sin embargo, cuando SL cerró la línea 43 en junio de 2015, prácticamente todo el tráfico de autobuses a lo largo de Regeringsgatan cesó. El único tráfico de autobuses que permanece actualmente en Regeringsgatan es una parada (Jakobsgatan) entre Hamngatan y Gustav Adolfs Torg, a la que llegan las líneas 57 y 65. Hay una parada de autobús llamada Regeringsgatan, pero esa parada está en Kungsgatan, justo debajo del puente Regeringsgatan.
Tram City cruza Regeringsgatan a la altura de Hamngatan. No hay parada de tranvía en Regeringsgatan.
La estación de metro de Kungsträdgården tiene un ascensor que conduce a Regeringsgatan desde la taquilla, que tiene acceso al Gallerian.

## Edificios
- No. 5-7, aquí estaba la revista de Joseph Leja, inaugurada en 1852 (demolida)
- No. 9, aquí estaba la casa de Felix Sachs, un edificio comercial construido en 1909 (demolido).
- No. 11 fue la dirección de Tysta Mari durante la década de 1880 hasta 1887.
- No. 24 fue durante la última parte de la década de 1840 la dirección de Kockska pensionen y desde 1887 la dirección de Tysta Mari .
- No. 42-44 Passagenhuset
- No. 47 fue la dirección de Margaretaskolan en la década de 1920 cuando Stockholms Tekniska Institut se hizo cargo de las instalaciones. Durante los siguientes 300 años, el sótano Tre Remmare se ubicó aquí.
- No. 54 fue anteriormente la dirección del liceo bajo de Estocolmo (ahora demolido), que era el gimnasio August Strindberg .
- No. 74 fue durante varios años entre las décadas de 1930 y 1960 una dirección muy conocida entre los amantes del placer. Fue en esa propiedad que Gustaf "Topsy" Lindblom construyó su establecimiento de entretenimiento Nalen. La dirección también es conocida entre la gente de Nalen con el nombre de Gata Regerings 74, según un anuncio anterior del palacio de atracciones.
- No. 79, anteriormente Jacob's Realläroverk, es ahora la casa más antigua de la calle, construida originalmente antes de la década de 1730.
- No. 80 , Isaac Gustaf Clason diseñó la casa y sus fachadas de piedra caliza para la parroquia católica de Santa Eugenia.
- No. 109, editorial de P. Herzog & sons , justo al sur de la entrada del Albergue Johannes.
- No. 111, aquí estuvo el Cine Edison entre 1905 y 1916, luego varios teatros como Centralteatern (1922), Mindre Teatern (1923), Nya Teatern (1936) y Lilla Teatern (1940). Desde entonces, el lugar ha sido utilizado por restaurantes estrella como Coq Blanc y Bon Lloc.
- No. 113, aquí fue el Restaurante Tegnér entre 1933 y 1976.